# بنجامين ر. جونز
بنجامين ر. جونز (بالإنجليزية: Benjamin R. Jones)‏ هو قاضي أمريكي، ولد في 29 مايو 1906 في ويلكس بار في الولايات المتحدة، وتوفي في 24 يوليو 1980.